# Metasia chionostigma
Metasia chionostigma là một loài bướm đêm trong họ Crambidae.